# Frederic Seebohm (baron Seebohm)
Frederic Seebohm, baron Seebohm, TD (18 janvier 1909 - 15 décembre 1990), est un banquier britannique, un soldat et un innovateur du travail social.

## Jeunesse
Il est le fils d'Hugh Exton Seebohm et le petit-fils de l'historien Frederic Seebohm (historien).
Sa mère est Lesley Gribble de Henlow Grange (en), fille de George Gribble, haut shérif du Bedfordshire et Norah Royds, une artiste formée à Slade qui remplit la maison d'enfance de Lesley de personnalités artistiques et culturelles. Il est le neveu de Phyllis Fordham d'Ashwell Bury, Vivien Gribble (en), le graveur et illustrateur, le major Philip Gribble, écrivain et aventurier qui épouse la fille de Ronald McNeill, 1er baron Cushendun et finance Anna Wolkoff, et Julian Royds Gribble, qui remporte la Croix de Victoria à la fin de la Première Guerre mondiale et est mort de la grippe dans un camp de prisonniers de guerre allemand.
Il est né à Hitchin dans le Hertfordshire. Il fait ses études à la Leighton Park School et au Trinity College de Cambridge.

## Carrière
Après l'université, il rejoint la Barclays Bank, qui a repris la Hitchin Bank fondée par sa famille. Seebohm sert dans l'Artillerie royale, atteignant le grade de lieutenant-colonel. Il est mentionné dans des dépêches et reçoit la Décoration Territoriale.
Après avoir été directeur local de la succursale de la banque à Luton et à Birmingham, Seebohm devient directeur du conseil principal après la guerre. En 1951, il est nommé membre du conseil d'administration de la banque à l'étranger et en 1965 président de la désormais Barclays Bank International. Il prend sa retraite sept ans plus tard.
En décembre 1965, Seebohm est nommé, par Douglas Houghton, pour présider le Comité des services sociaux personnels des autorités locales. Le Comité publie ses conclusions en 1968. Le rapport recommande entre autres la création d'un service social unifié au sein de chaque grande collectivité locale.
Seebohm est également président de l'Overseas Development Institute.

## Prix
Seebohm est fait chevalier en 1970 et le 28 avril 1972, il est créé pair à vie en tant que baron Seebohm, de Hertford dans le comté de Hertford. Entre 1970 et 1971, il est haut shérif du Hertfordshire, comme l'a été son grand-père. Il est ensuite président de l'Institut national de travail social, de la Royal African Society et d'Age Concern. Il est ensuite président du Joseph Rowntree Memorial Trust (aujourd'hui la Joseph Rowntree Foundation) pendant 15 ans et l'un des fondateurs du York Council of Voluntary Service. Pour la London School of Economics et le Haileybury and Imperial Service College, il est gouverneur et président de 3i.

## Famille
En 1932, il épouse Evangeline Hurst, fille de Sir Gerald Berkeley Hurst . Ils ont un fils et deux filles, dont l'écrivaine Victoria Glendinning.
Seebohm est mort dans un accident de la route en 1990, sa femme peu de temps après.